# Augustin de Cazalla
Augustin de Cazalla (1510-1559) est un clerc espagnol d'inspiration érasmisante qui a été accusé de créer un foyer luthérien à Valladolid. Il est le fils de Pedro de Cazalla et de Leonor de Vivero. 
Accusé, il est condamné par l'Inquisition au bûcher et il est exécuté le 21 mai 1559, en présence de la Régente d'Espagne, Jeanne d'Autriche.

## Source de la traduction
- (es) Cet article est partiellement ou en totalité issu de l’article de Wikipédia en espagnol intitulé « Agustín de Cazalla » (voir la liste des auteurs).